# Lennart Andréasson
Anders Börje Lennart Andréasson, född 13 oktober 1919 i Stiby församling, Kristianstads län, död 7 februari 1995 i Husie församling, Malmö, var en svensk präst. 
Andréasson, som var son till hemmansägare Andreas Andersson och Emma Olsson, avlade studentexamen i Ystad 1939 och blev teologie kandidat vid Lunds universitet 1944. Han blev pastorsadjunkt i Helsingborg 1945, i Ängelholm och Munka-Ljungby 1948–1949, komminister i Norra Åsums församling 1949, i Västra Skrävlinge församling 1962 och var kyrkoherde där från 1969. Han var bataljonspastor i IV FN-bataljonen i Gazaremsan 1958. Han var stiftsombud för Vår kyrka och Lutherhjälpen-Svenska kyrkohjälpen. Han var redaktör för församlingsblad samt skrev artiklar i tidningar och tidskrifter.